# Rhynchina curviferalis
Rhynchina curviferalis är en fjärilsart som beskrevs av Walker 1865. Rhynchina curviferalis ingår i släktet Rhynchina och familjen nattflyn. Inga underarter finns listade.